# Коваленко Єгор Олександрович
Єгор Олександрович Коваленко (нар. 10 лютого 1991, Куп'янськ, Харківська область, Україна) — український футболіст, півзахисник.
Виступає в основному на позиції атакувального півзахисника.

## Біографія
Вихованець куп'янського футболу. В Чемпіонаті ДЮФЛУ виступав за куп'янську «Мрію» та донецький «Шахтар». На професійному рівні грав у Другій лізі за кам'янську «Сталь», ФК «Карлівка» та МФК «Кремінь».
Сезон 2016/17 провів у харківському «Соллі Плюс». У другій половині 2017 року виступав на обласному та міському рівнях за ФК «Вовчанськ» і «Водоканал» відповідно. Став срібним призером Чемпіонату Харківської області (18 матчів, 9 голів) і чемпіоном Харкова.
18 грудня 2017 року підписав контракт з харківським клубом «Металіст 1925». Дебютував за цю команду 31 березня 2018 року в домашньому матчі Другої ліги проти «Інгульця-2», вийшовши на поле на 72-ій хвилині замість Едмара. У Першій лізі дебютував 22 липня того ж року у грі першого туру «Металіст 1925» — «Агробізнес» (2:0), провівши за харків'ян повний матч. Усього зіграв за «жовто-синіх» 27 матчів у чемпіонаті (6 — у Другій лізі та 21 — у Першій) та одну гру в Кубку України. Також на рахунку гравця чотири гольові передачі в матчах Першої ліги. 27 червня 2019 року покинув «Металіст 1925».
30 липня 2019 року повернувся до ФК «Вовчанськ», у складі якого в сезонах 2019/20 та 2020/21 виступав у Чемпіонаті України серед аматорів, а в сезоні 2021/22 — у Другій лізі чемпіонату України. Був віцекапітаном команди. В грудні 2021 року залишив «вовків».
10 лютого 2022 року підписав контракт з СК «Полтава». Був гравцем основи полтавчан, поки не отримав важку травму. 12 червня 2024 року покинув полтавський клуб.

## Досягнення
Друга ліга України:
 Бронзовий призер (3): 2008/09 (Група Б), 2014/15, 2017/18